# 克卜勒11
克卜勒11（英語：Kepler-11）是一顆類似太陽的恆星，位於天鵝座內，距離地球約2,000光年。這顆星是由克卜勒太空望遠鏡發現，並由美國航空航天局於2011年2月2日公佈。克卜勒11是首個被確定擁有6顆行星的恆星。所有克卜勒11的行星质量均介于地球与海王星之间。

## 命名和歷史
於2011年2月2日，美國航空航天局宣布至少有六顆公轉週期很短的太陽系外行星圍繞這顆恆星运转。克卜勒11是以發現這顆恆星的開普勒太空望遠鏡命名的。這顆恆星是開普勒太空望遠鏡發現的第11顆恆星，因此得名「克卜勒11」。
這顆恆星位於天鵝座，距離地球約2000光年。這顆恆星是由開普勒太空望遠鏡的小範圍巡天發現的。從地球的方向觀察開普勒11的6顆行星會發現所有行星在凌日時會從恆星盤面通過；且這些行星位置和地球上觀測者觀測方向的夾角小於1度。這種狀況使科學家們可以經由觀測行星凌日現象直接量測行星的公轉週期和直徑。電腦模擬顯示這個行星系統內各行星之間軌道夾角大約為1°，這代表該行星系統比我們的太陽系（夾角約 2.3°）更接近共面狀態。开普勒11是第一个被发现的同时有多于3颗行星凌日的系外行星系统。这些行星从内到外以字母顺序分别命名为b、c、d、e、f和g。

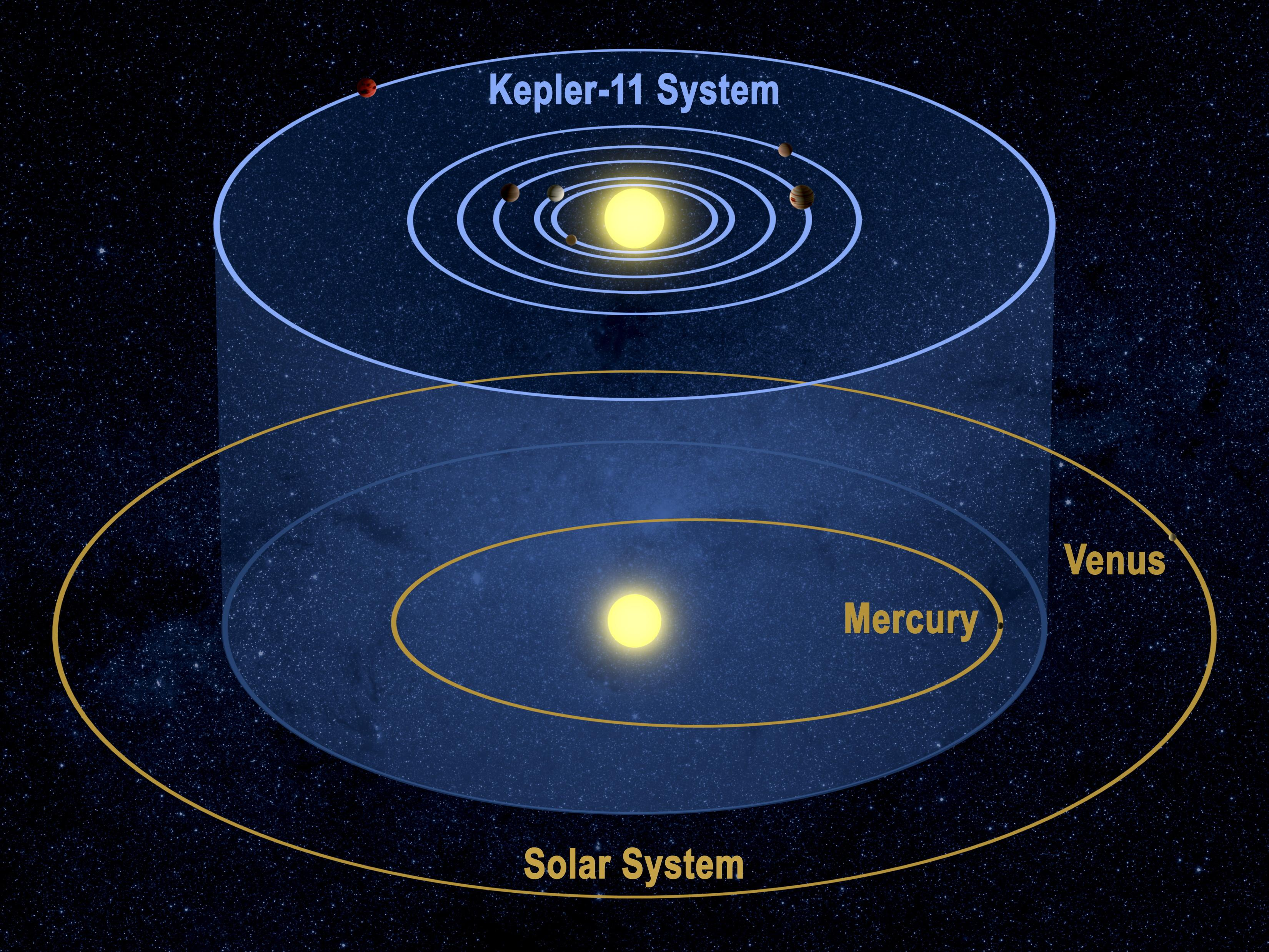
開普勒11的行星系統和太陽系相比較。

## 性質
克卜勒11是一顆G型主序星，而其恆星光譜分類則為G6V。其質量約為太陽質量的95%，半徑約為太陽半徑的110%。其表面溫度約為5680 ± 100 K，比太陽的表面溫度（5,778 K）稍低。其年齡約為80 ± 20 億年，比太陽的年齡（45.7億年）高近一倍。
這顆星的視星等為14.2，而地球上人類以肉眼能夠分辨的最暗天體極限的視星等為6.5，因此人類是無法看見克卜勒11的。

## 行星系統

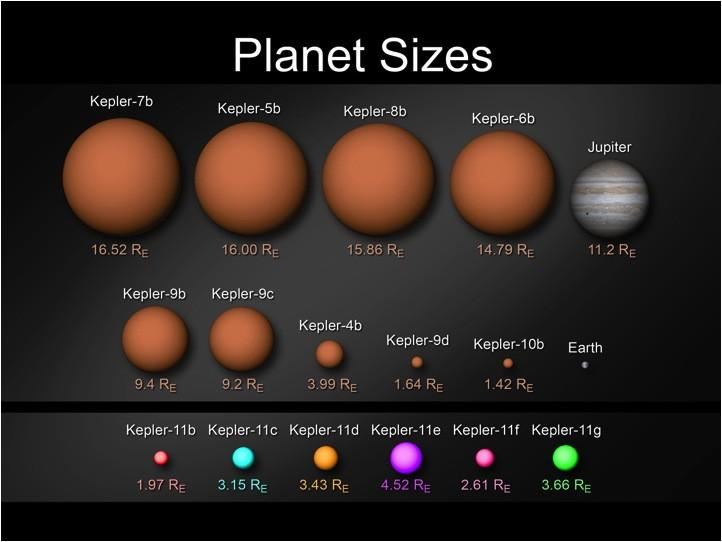
克卜勒11和克卜勒系列恆星的行星，與太陽系行星的大小比較。

從地球觀看克卜勒11行星系時，所有克卜勒11的行星都會凌克卜勒11，而且克卜勒11各行星的軌道傾角在地球視野上的偏差僅為1°，因此天文學家們能夠透過凌日法發現這些行星。天文學家們製作的克卜勒11行星系模型顯示，克卜勒11各行星的平均軌道傾角為1°，代表克卜勒11行星系要比平均軌道傾角為2.3°的太陽系還要接近共面。
行星b到行星f的估算质量介于地球与海王星之间。这些行星的估算密度都较低，说明这五颗行星中都不具有像地球一样的成分组成。a 行星d和行星e（可能还包括行星f）都拥有主要成分为氢气的大气，而行星b和行星c则可能由大量的冰和/或氢气/氦气组成。这些行星密度较低的解释可能为：这些行星都是以较小的岩石或铁为核心，围绕着大体积大气层的气体行星。其內行星在其發現之時，是人類了解最全面，且規模小於海王星的系外行星。
开普勒11行星系统是目前已知的最紧凑的行星系统；行星b至f的轨道在水星的轨道范围内，而行星g的半长径比则比水星大约20%。尽管轨道结合的十分紧密，其整體動力狀態一般認為已穩定存在數十億年。
虽然行星b和c的公转周期接近于5:4的共振，但这些行星中不存在低比率的轨道共振。儘管這些行星之間的距離甚近，但仍然沒有影響對方的軌道，而這個情況已持續了數十億年。

## 外部連結
- Official release: NASA's Kepler Spacecraft Discovers Extraordinary New Planetary System（页面存档备份，存于）
- YouTube: Animation of Kepler-11 planetary system（页面存档备份，存于）
- Kepler 11 Planetary System with Orbits and Planet Sizes（页面存档备份，存于）